# Lakuntza
Lakuntza (spanisch Lacunza) ist eine Gemeinde (Municipio) in Navarra in Spanien mit 1.325 Einwohnern (Stand: 2024).

## Geografie
Lakuntza liegt etwa 41 Kilometer westnordwestlich von Pamplona (Iruña) in einer Höhe von ca. 490 m in der baskischsprachigen Zone Navarras. Durch den Süden der Gemeinde verläuft die Autovía A-10 nach Vitoria-Gasteiz. 

## Bevölkerungsentwicklung
| Jahr        | 1900 | 1950 | 1970 | 1981 | 1991 | 2001 | 2011 | 2021 |
| ----------- | ---- | ---- | ---- | ---- | ---- | ---- | ---- | ---- |
| Einwohner   | 742  | 696  | 1015 | 1035 | 960  | 1002 | 1237 | 1268 |
| Quelle: INE |      |      |      |      |      |      |      |      |

## Sehenswürdigkeiten

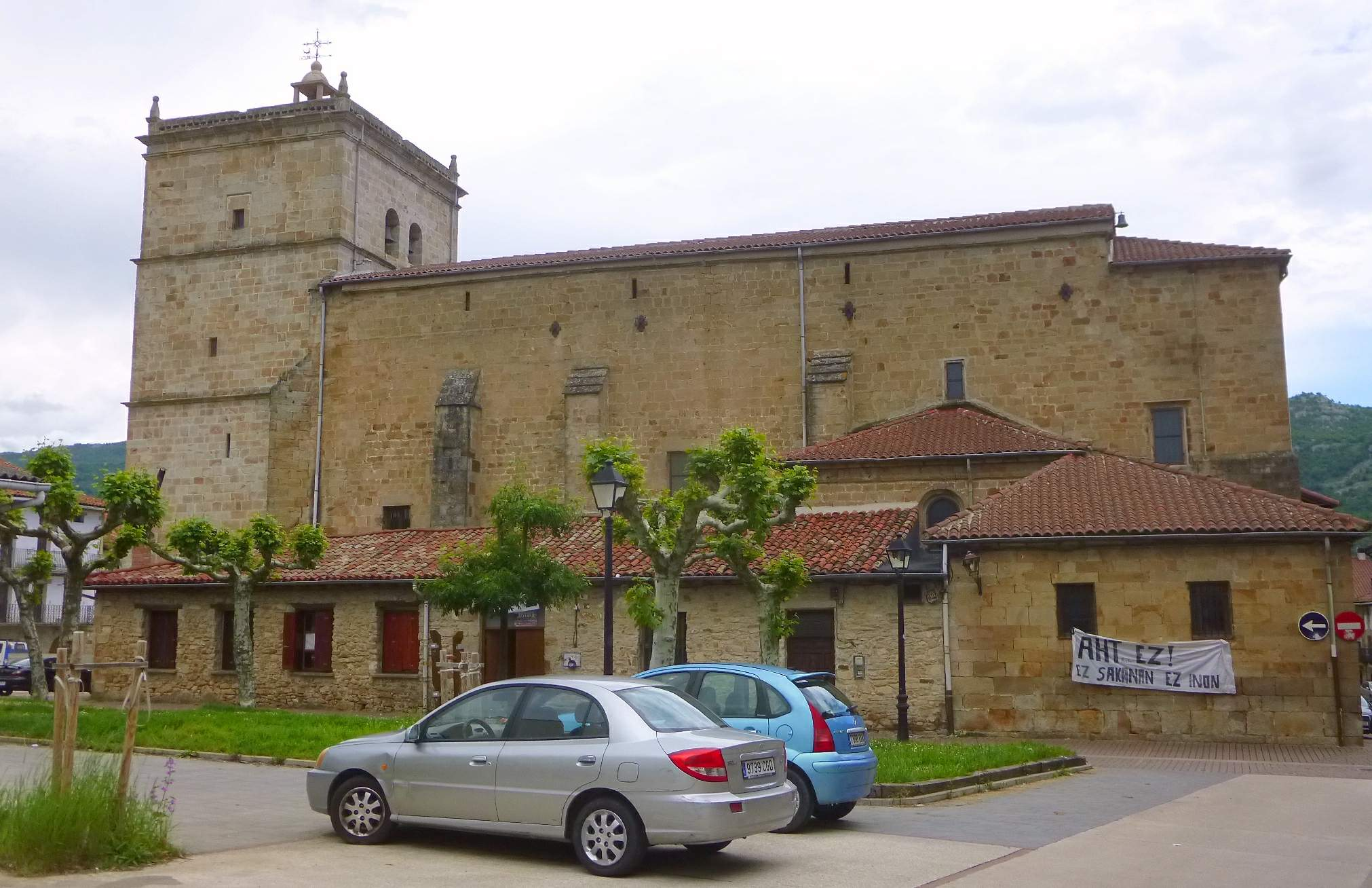
Salvatorkirche
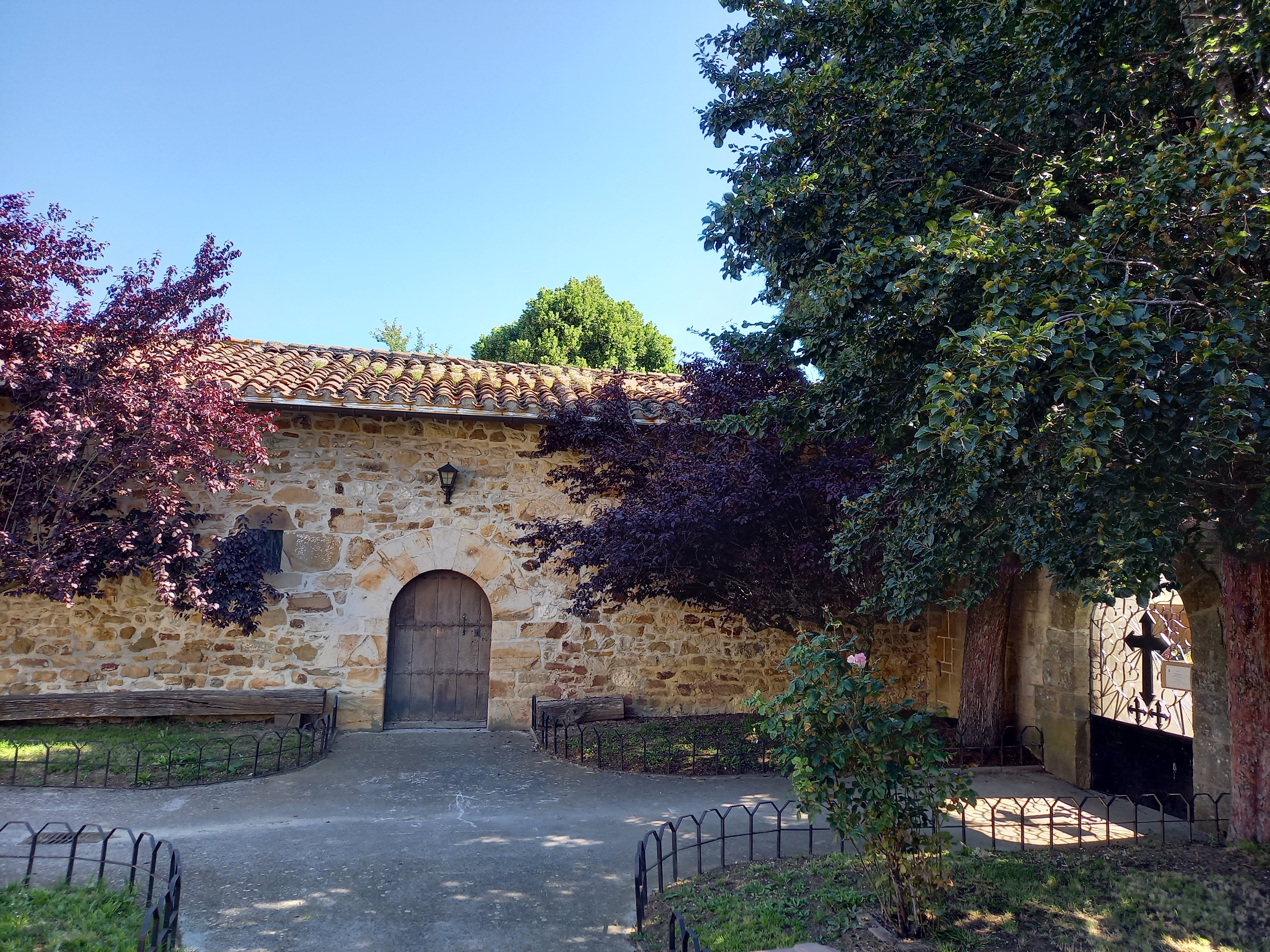
Antoniuskapelle
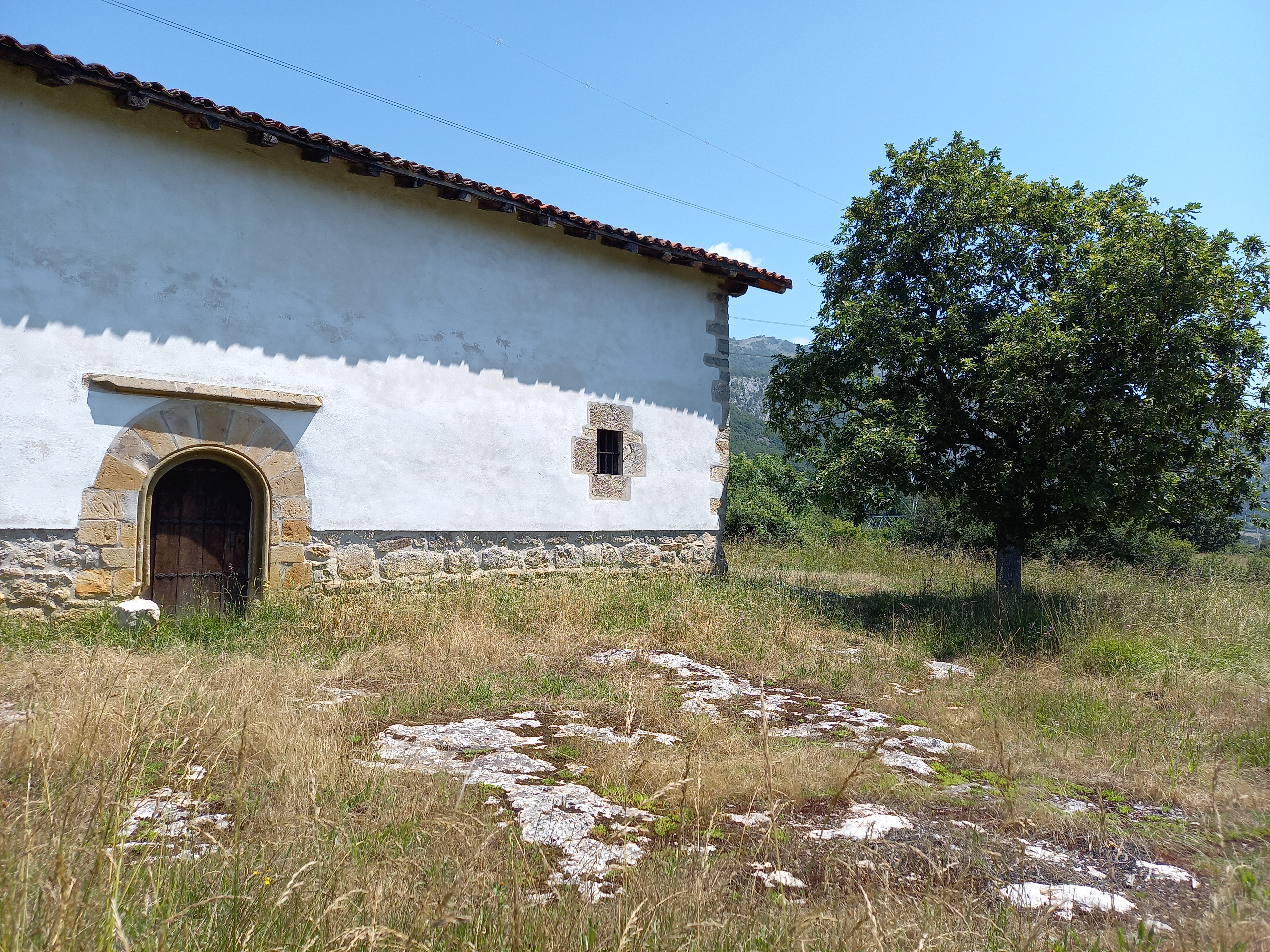
Sebastianuskapelle
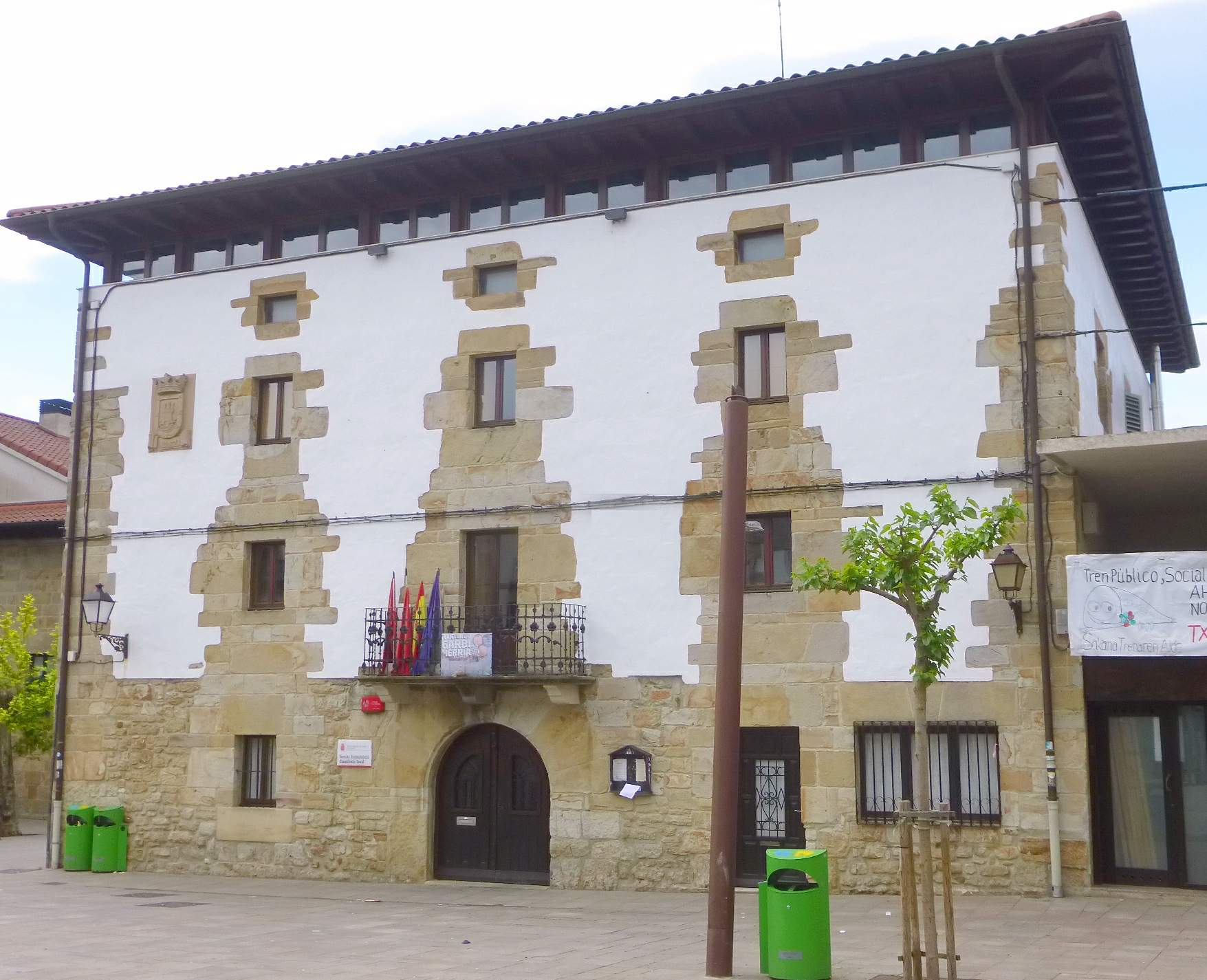
Rathaus

- Salvatorkirche
- Antoniuskapelle
- Sebastianuskapelle
- Rathaus